# کوخما
شهر کوخما (به روسی: Кохма) در کشور روسیه و در اوبلاست ایوانوف واقع شده‌است.